# Trinity (jaderný test)

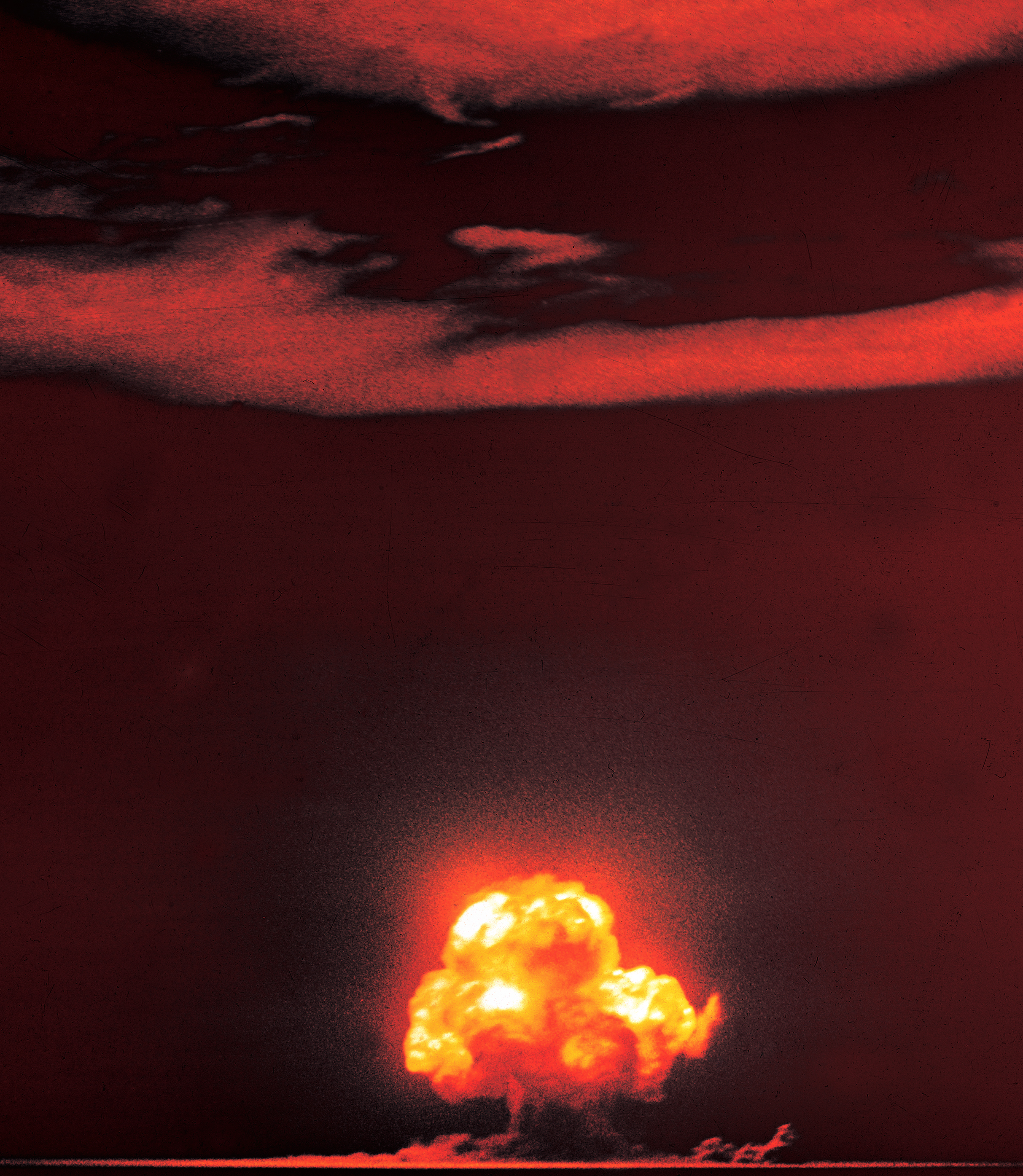
Jediná barevná fotografie testu Trinity, foto: Jack Aeby

Trinity (svatá trojice) byl historicky první jaderný test v rámci projektu Manhattan. Provedly jej Spojené státy americké 16. července 1945 v Novém Mexiku, 56 km (35 mil) jihovýchodně od Socorro. Jednalo se o jaderný výbuch plutoniové jaderné zbraně. Stejného typu byla i bomba Fat Man, která byla později svržena na Nagasaki. Exploze Trinity byla ekvivalentní výbuchu 20 kilotun trinitrotoluenu.

## Historické pozadí
Vývoj jaderných zbraní vyplynul z politického a vědeckého rozvoje ve 30. letech 20. století. Nástup fašismu v Evropě a nové vědecké objevy týkající se atomu vedly k vývoji zbraní využívajících energie uvolněné jaderným štěpením jako zdroje zničující síly. Projekt Manhattan vedl k prvnímu jadernému testu a svržení dvou atomových bomb na Hirošimu a Nagasaki.

## Vývoj jaderné zbraně

Dva typy štěpné jaderné zbraně vyvinuté během Projektu Manhattan

Přestože britské a americké pokusy o vyvinutí jaderných zbraní začaly již v roce 1939, praktický výzkum byl zahájen v roce 1942. Byl ustaven Projekt Manhattan pod vedením americké armády. Projekt byl umístěn v Los Alamos v Novém Mexiku a byl zaměřen na výzkum štěpného materiálu ke spuštění řetězové jaderné reakce a design samotných jaderných zbraní. Výzkum směřoval k vypracování designu bomby.
Prvotní rozhodnutí týkající se zbraně byla založena na  množství uranu 235 a plutonia vytvořené v urychlovačích. Z těchto výsledků stačilo získat kritické množství k vyvinutí bomby. Výroba uranu 235 byla s tehdejší technologií obtížná, zato výroba plutonia byla jednodušší, jelikož bylo vedlejším produktem jaderných reaktorů vyvinutých Enrico Fermim v roce 1942. Plutonium bylo vyráběno v Hanford Site v jaderném reaktoru, což byla první velká produkce plutonia na světě. První dávka plutonia byla získána od 26. prosince 1944 do 2. února 1945 a odeslána do laboratoře v Los Alamos v Novém Mexiku 5. února 1945.
Plutonium získané z reaktoru však nebylo tak čisté jako plutonium získané z cyklotronu a přítomnost dalších isotopů vyústila v nepoužitelnost dosavadního puškového modelu. Tento problém byl vyřešen 17. června 1944 a vedl ke změně technologie zbraně na implosní zařízení, ve kterém sférické jádro plutonia bude stlačeno pomocí chemických výbušnin, což vedlo k zvýšení hustoty plutonia a vytvoření kritického množství. Sféra plutonia musela být stlačena na všech stranách stejně, chyba by vedla k selhání zbraně.
Vzhledem k obtížnosti získání výbušné čočky k dokonalé kompresi výbuchem, velitel projektu generál Leslie Groves a vědecký pracovník Robert Oppenheimer rozhodli, že bude proveden test konceptu zbraně předtím, než zbraň bude moci být použita ve válce. Poté, co test Trinity prokázal funkčnost modelu, byl design použit v bombě Fat Man svržené 9. srpna 1945 na Nagasaki.

## Plán testu
Plánování testu bylo svěřeno Kennethu Bainbridgovi, profesorovi Harvardovy univerzity, který pracoval s expertem na výbušniny, Georgem Kistiakowskym. Místo testu muselo být určeno tak, aby cíle projektu byly dostatečně utajeny i v případě výbuchu. Příslušné vědecké vybavení bylo shromážděno pro získání dat z testu a bezpečnostní pokyny musely být vyvinuty k ochraně osob před možnými důsledky vysoce nebezpečného experimentu. Fotograf Berlyn Brixner připravil tucty kamer k zachycení události na film.

### Místo testu

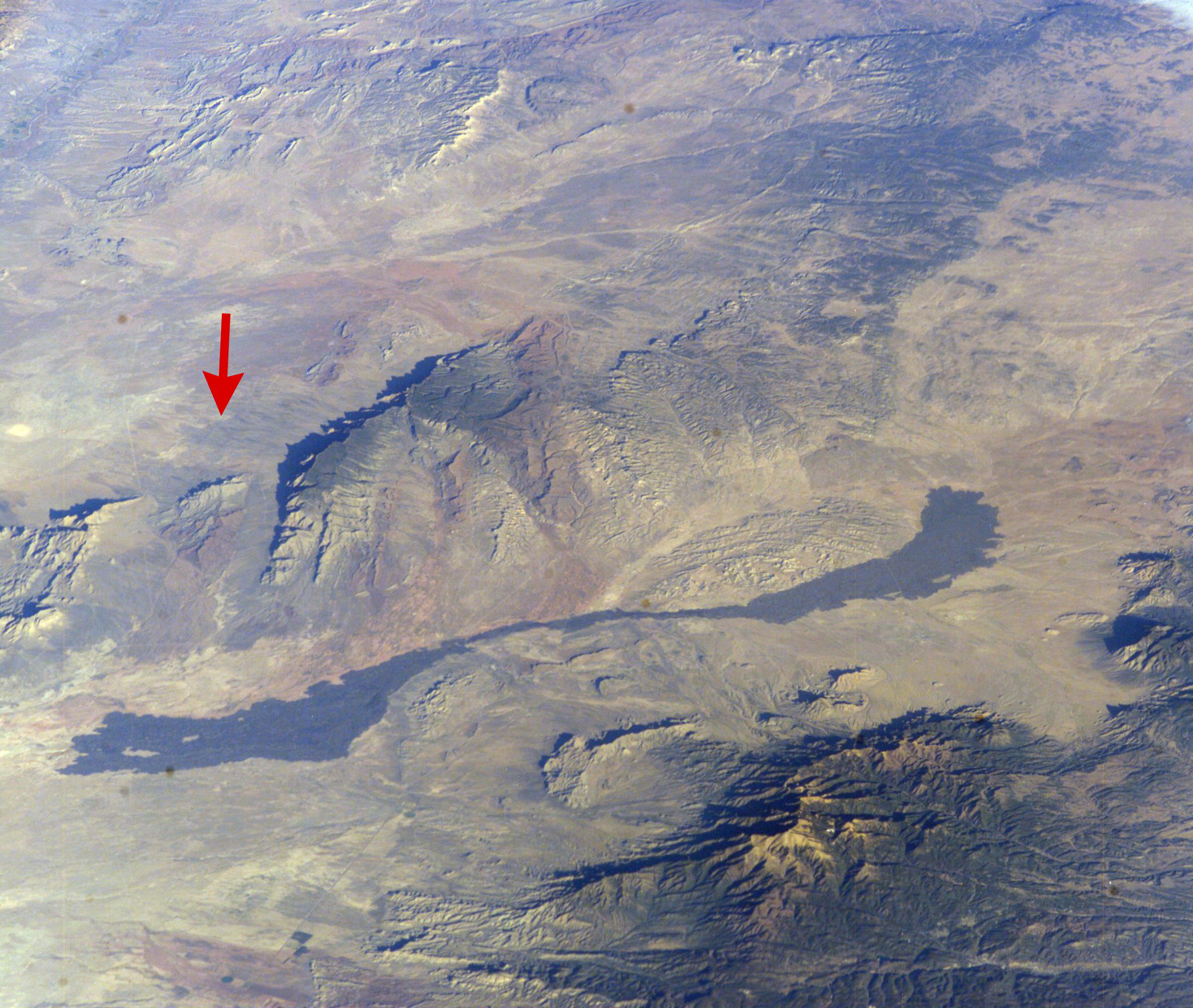
Trinity Site (červená šipka) blízko Carrizozo Malpais

Místo testu bylo určeno ve vzdálené části Alamogordo Bombing Range, nyní White Sands Missile Range. Test byl umístěn na severním konci střelnice mezi městy Carrizozo a Socorro v Jornada del Muerto v jihozápadních Spojených státech. Na podzim roku 1944 vojáci dorazili na Trinity Site a připravovali test. Během roku 1945 dorazil další personál na pomoc s přípravou testu. K pozorování testu byly postaveny dva bunkry. Oppenheimer a generál Thomas Farrell sledovali test z bunkru 16 km (10 mil) od místa výbuchu, zatímco Leslie Groves sledoval test z bunkru 27 km (17 mil) daleko.

### Název
Původ názvu testu je nejasný, ale je často přičítán Oppenheimerovi jako odkaz na poezii Johna Donna. Oppenheimer znal Donna především skrze svou bývalou přítelkyni Jean Tatlock. Trinity ovšem značí v angličtině (latinského původu), mimo jiné, Trojice, potažmo Svatá Trojice. Vzhledem k zájmu Oppenheimera o Bibli, mystiku apod., což se dá vypozorovat i ze svědectví o jeho slovech mimo jiné po jaderném výbuchu (citát z Bhagavadgíty), dá se předpokládat, že název je symbolický a inspirovaný náboženskou tematikou, což není v těchto případech ojedinělé (v dnešní době využíváno zejména u zbraní Číny, Indie, Pákistánu, Íránu...[zdroj⁠?!]).

### Předpovědi
Pozorovatelé se sázeli s předpověďmi možného výsledku testu. Názory na výsledek byly od žádného (kompletní fiasko) přes 18 kilotun TNT (předpověď fyzika I. I. Rabi, který nakonec vyhrál sázku) až po zničení Nového Mexika a zapálení atmosféry a spálení celé planety. Poslední předpověď byla kalkulována jako skoro nemožná, i když po jistou dobu působila určité obavy.

### Příprava

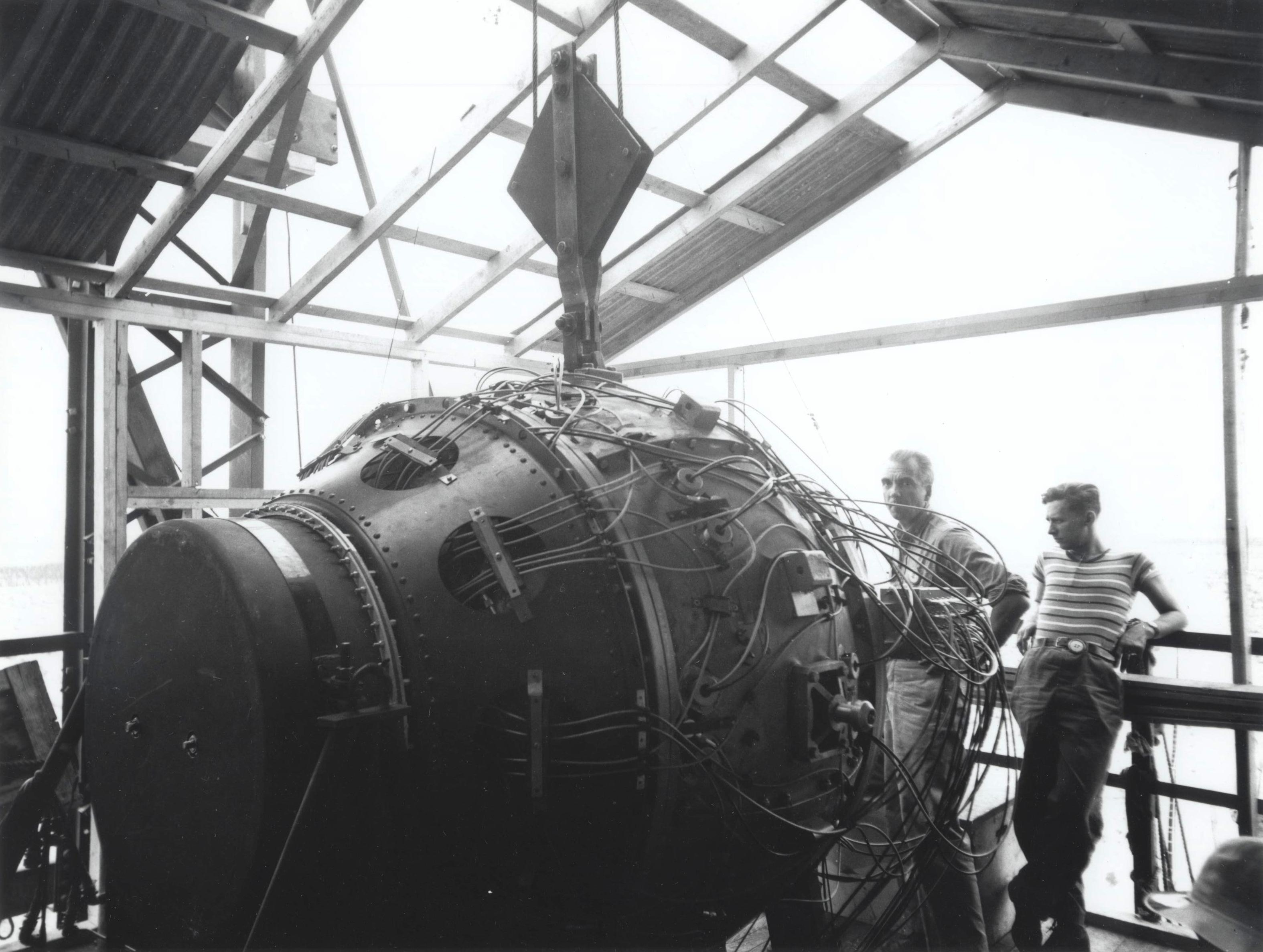
Gadget sestavený a připravený k testu

Před samotným pokusem byl 7. května proveden výbuch 81 tun Composition B (ekvivalent 108 tun TNT) ke kalibraci přístrojů. (Síla jaderného výbuchu je měřena v ekvivalentu tun TNT.) Pro samotný test byl the gadget (plutoniové jaderné zařízení) vyzdvižen na vrchol 20 metrové ocelové věže – výška podala lepší indikaci jak se bomba bude chovat v případě svržení z letadla. The gadget byl sestaven na blízkém McDonald Ranch House, komponenty dorazily 12. července. Sestaven byl 13. července a následující den byl opatrně umístěn na vrch věže. Generál Groves původně nařídil postavení 240 tunového ocelového kontejneru Jumbo k zajištění plutonia v případě selhání testu, který ale nakonec nebyl použit a byl umístěn ve vzdálenosti 730 m kvůli odhadu účinků bomby. Detonace byla plánována na 4:00, ale byla odložena vzhledem k dešti a bouři předchozího rána. Vědci se obávali, že radioaktivní spad bude zvětšen deštěm a blesky by mohly vyvolat náhodnou detonaci.

## Výbuch
Ve 4:45 dorazila důležitá zpráva o počasí a v 5:10 a.m. bylo započato 20minutové odpočítávání. Většina vědců a důstojníků sledovala test ze základního tábora 16 km (10 mil) jihozápadně od testovací věže. Další pozorovatelé byli rozmístěni v okruhu 32 km (20 mil) a další byli roztroušeni v různých vzdálenostech, někteří pojali situaci dost neformálně (Richard Feynman tvrdil, že byl jediným pozorovatelem, který výbuch viděl bez tmavých brýlí). Konečný odpočet četl fyzik Samuel K. Allison.
V 05:29:21 (± 2 sekundy) místního času zařízení explodovalo se silou ekvivalentní explozi 20 kilotun TNT (90 TJ). Výbuch zanechal kráter asi 1,4 metru (4,7 stop) hluboký a 80 metrů široký. Výbuch rozptýlil radioaktivní sklo (trinitit) v okruhu asi 300 metrů kolem kráteru. Ve chvíli výbuchu bylo okolní pohoří osvíceno světlem „jasnějším než ve dne“ po dobu jedné až dvou sekund a žár byl „tak horký jako kamna“ v základním táboře. Barvy světla byly od fialové po zelenou až k bílé. Rachot rázové vlny dosáhl za 40 sekund pozorovatele. Rázová vlna byla cítit 160 km (100 mil) daleko a atomový hřib dosáhl do výšky 12 km (7,5 míle).
Po počáteční euforii Kenneth Bainbridge komentoval výbuch Robertu Oppenheimerovi (anglicky) „Now we are all sons of bitches“  Oppenheimer později řekl, že během pozorování testu si připomněl větu z knihy Bhagavadgíta:
„I am become Death, the destroyer of worlds.“
V oficiální zprávě generál Farrell napsal: „Světelné efekty jsou nepopsatelné. Celá země byla osvícena spalujícím světlem s intenzitou mnohokrát vyšší než polední slunce. Bylo zlaté, purpurové, fialové, šedé a bílé. Osvítilo každý vrchol, rozsedlinu a vyvýšeninu blízké hory s jasem a krásou, kterou nelze popsat, ale musí se vidět, aby ji bylo možné si představit...“

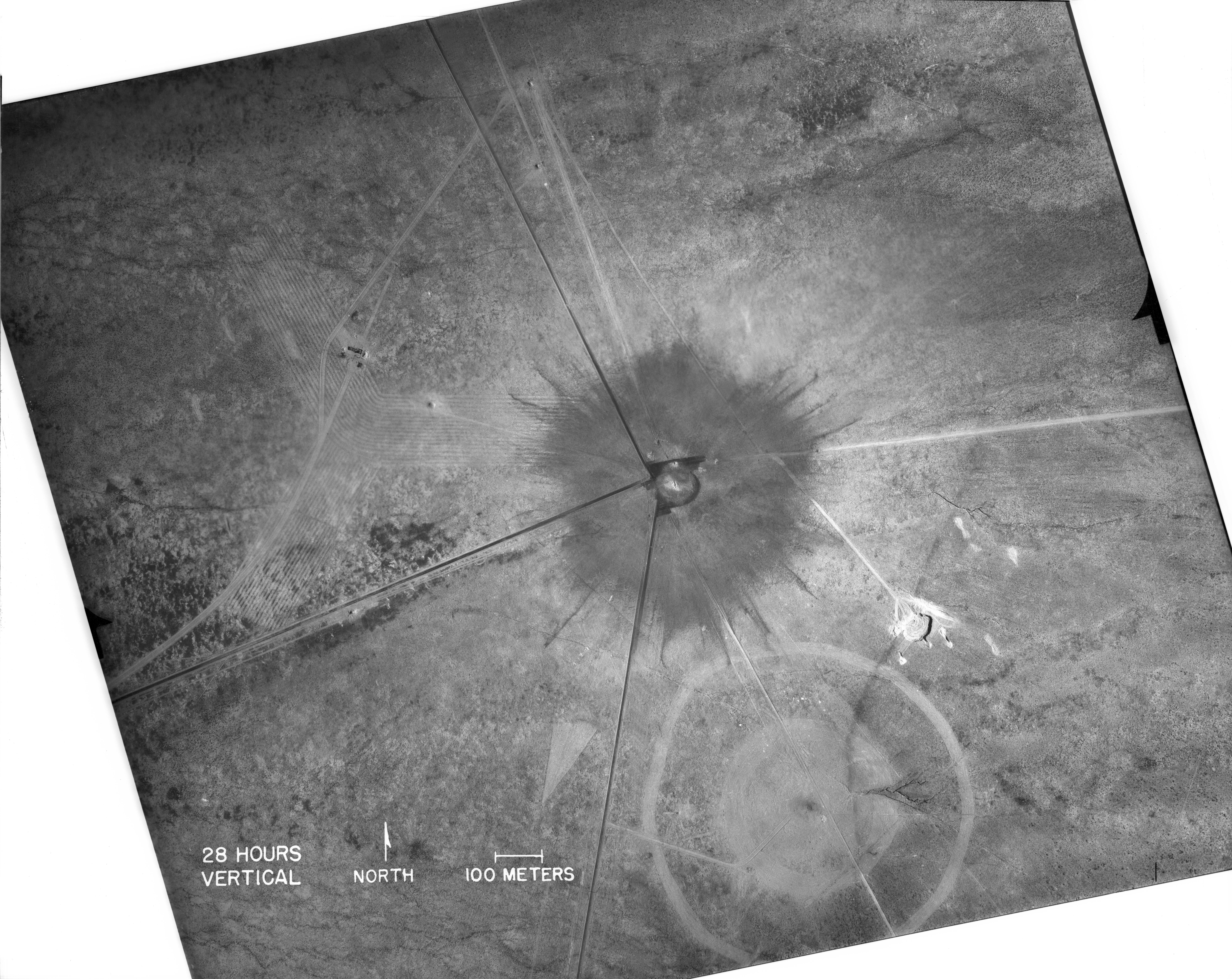
Letecká fotografie kráteru Trinity krátce po testu. Malý kráter v jihovýchodním cípu byl pozůstatkem výbuchu 108 tun TNT.

Zprávy citovaly lesního rangera 240 km (150 mil) západně od místa, který jev popsal jako „záblesk ohně následovaný explozí a černým kouřem“. Další zprávy uváděly, že okna rachotila a zvuk exploze byl slyšet 320 km (200 mil) daleko.
John R. Lugo letěl s transportem amerického námořnictva východně od Albuquerque na cestě na západní pobřeží. „Můj první dojem byl jako kdyby slunce vycházelo na jihu. Jaká to ohnivá koule! Bylo tak jasné, že ozářilo kokpit letadla.“ Lugo odeslal zprávu rádiem do Albuquerque. Nedostal vysvětlení výbuchu, ale bylo mu řečeno „Neleť na jih.“
V kráteru se pouštní písek roztavil a stal se mírně radioaktivním zeleným sklem, trinititem. Kráter byl zasypán brzy po testu.
Letecká základna Alamogordo vydala tiskovou zprávu v odpovědi na řadu dotazů, které byly přijaty a žádaly vysvětlení výbuchu. Tisková zpráva hovořila o vzdálené explozi muničního skladu obsahujícím velké množství výbušnin a pyrotechniky, ale nedošlo k žádným ztrátám na životech.
Novinový článek publikovaný stejného dne psal, že výbuch byl vidět a cítit v oblasti od El Paso k Silver City, Gallup, Socorroa a Albuquerque. Skutečná příčina nebyla zveřejněna do náletu na Hirošimu.
Žurnalista projektu Manhattan William L. Laurence měl připraveno několik různých zpráv ve své kanceláři k uvolnění v případě potřeby od vysvětlení úspěšného testu, jenž byl použit, po řadu scénářů vysvětlujících smrt vědců při jedné zcela neočekávané nehodě.
Kolem 260 lidí bylo přítomno, nikdo blíže než 9 km (5,6 mil). Při následujících sériích testů Operace Crossroads v roce 1946 bylo přítomno přes 40 tisíc lidí.

## Výsledky testu
Výsledky testu byly oznámeny prezidentu Trumanovi, který se v té době účastnil jednání na postupimské konferenci. Truman Stalina informoval, že USA použijí proti Japonsku novou velmi silnou zbraň. Stalin však byl díky špionáži informován o vývoji nové bomby mnohem dříve než Truman. Ke zveřejnění informací o testu Trinity došlo až krátce po náletu na Hirošimu.

## Ozáření obyvatel
V okruhu 240 kilometrů od místa výbuchu Trinity tehdy žilo téměř půl milionu lidí, vesměs hispánského nebo afroamerického původu a potomků původních indiánů.
Trinity zamořila spadem výrazně větší plochu než Hirošima a Nagasaki, protože pozemní exploze do sebe nasála velký objem nečistot, které ve formě popílku pak unášel vítr o stovky kilometrů dál.
Lidé v Novém Mexiku zatím marně usilují o odškodnění za zdravotní následky a omluvu, stejně jako se to podařilo 26 tisícovkám ozářených lidí v Nevadě a Utahu.

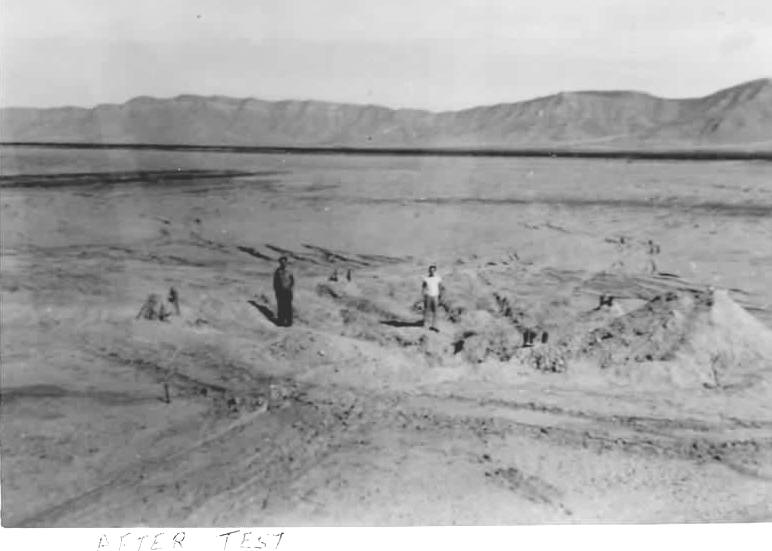
Epicentrum výbuchu po testu.
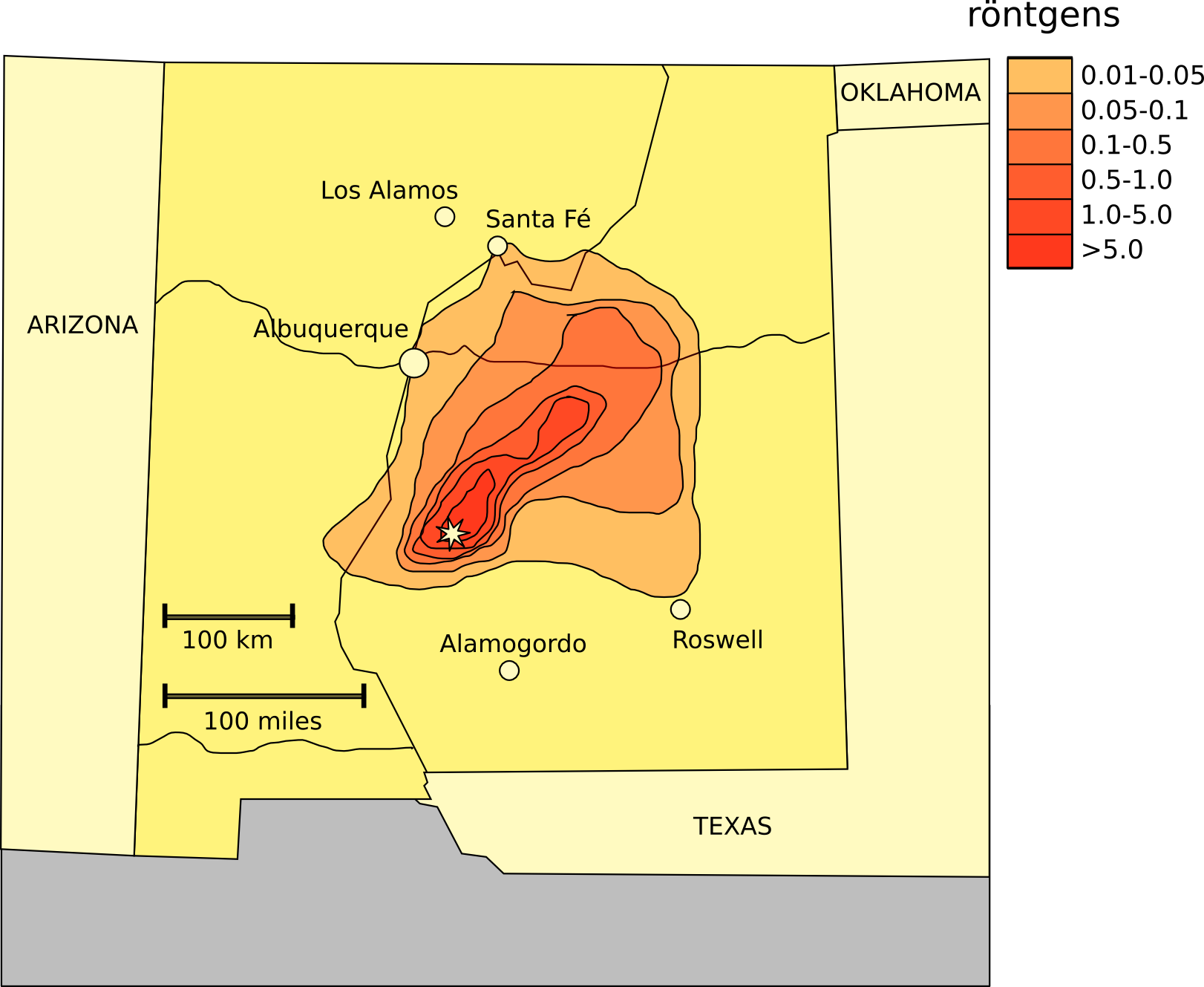
Spad kolem Trinity Site v rentgenech. Radioaktivní oblak se pohyboval severovýchodně.
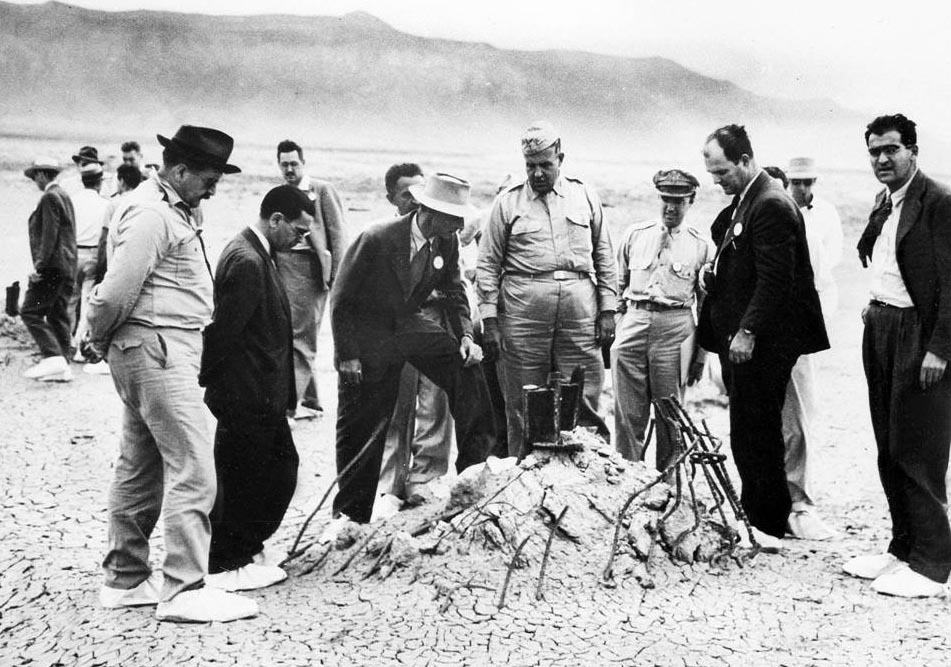
Generál Leslie R. Groves, Robert Oppenheimer u zbytků věže Trinity.